# Verslavingszorg
De verslavingszorg is een tak van de gezondheidszorg die hulp biedt aan mensen met een verslaving. Binnen de verslavingszorg zijn maatschappelijk werkers, psychiaters en psychologen, artsen, verpleegkundigen, reclasseringsmedewerkers en vele andere hulpverleners werkzaam.
Het in 2023 aangestelde instituut Nationaal Rapporteur Verslavingen (NRV), doet onderzoek naar de staat en kwaliteit van de verslavingszorg in Nederland. Daar wordt uitgegaan van het biopsychosociaal model. Hierin worden de biomedische, psychologische, en sociologische aspecten meegenomen. Mensen met een verslavingproblematiek worden in de GGZ niet alleen als cliënten maar in veel gevallen ook als patiënten gezien. De basis hiervan ligt in het concept dat verslaving een (chronische) hersenziekte is. Dit is een gangbare opvatting onder medici hoewel niet onomstreden, omdat over de processen die aan verslaving ten grondslag liggen nog veel onbekend is. Een voorbeeld is dat drugsgebruik psychische problemen kan veroorzaken, maar andersom komt verslaving vaak voor bij psychische stoornissen, waarbij mensen een aanleg (comorbiditeit) hebben voor het ontwikkelen van verslavingen, zoals bij ADHD. Het komt vaak voor dat bij een verslaving het niet beperkt blijft tot het gebruik van een middel, maar dat er sprake is van poly- of multidrugsgebruik, wat een meer persoonsgerichte aanpak vereist. Het blijkt dat onder andere door teruglopende financiering voor onderzoek naar verslaving, door misvattingen over de verslavingszorg, het hoge terugvalpercentage (50%) en door fragmentatie in het Nederlandse zorgstelsel nog veel onduidelijk is over de effectiviteit van de verslavingszorg in Nederland
Er is een verscheidenheid aan instellingen en afkickklinieken actief in Nederland en België, die verschillende behandelmethodes aanbieden. Waar vroeger verstrekking van methadon een bekende behandekmethode was, zijn er tegenwoordig methodes die vaker worden toegepast, of waarvan de effectiviteit (deels) is aangetoond. Dit zijn onder andere: Cognitieve gedragstherapie, Twaalfstappenprogramma's, Eye movement desensitization and reprocessing en hulp aan naasten. Ook zijn er klinieken waar mensen een zogenaamde time-out kunnen hebben om weer op krachten te komen, ook wel Detox genoemd. Behandelingen komen in de vorm van dag- en deeltijdbehandelingen, en ook wordt indien nodig hulp geboden op gebied van financiën en resocialisatie, en zijn er activiteitenprogramma's speciaal gericht op mensen met verslavingsproblematiek. Verder wordt er aandacht gegeven aan preventie en voorlichting en wordt informatie gegeven aan partners en familieleden van verslaafden.
Op landelijk niveau zetten beleidsmakers in zowel Nederland als Vlaanderen sterk in op herstel, hoewel structurele implementatie, toegewijde financiering en systematische evaluatie lijkt te ontbreken. Dit ondanks dat de zorg anders in ingericht, namelijk "Bottom-up" in Nederland versus een gecentraliseerde aanpak in Vlaanderen.
Er wordt binnen de verslavingszorg in samengewerkt met politie en justitie om verslaafde criminele veelplegers onder dwang een hulpverleningstraject aan te bieden (verslavingsreclassering). Ook is er dwanghulpverlening waarin criminele verslaafden gedwongen worden af te kicken (in 2001 Strafrechtelijke Opvang Verslaafden - SOV, sinds 2004 Inrichting Stelselmatige Daders ISD).

## Verslavingszorg in Nederland

### Jaren '70 / '80
Toen de verslavingszorg in Nederland nog een betrekkelijk nieuw veld was, bestond de hulpverlening aan verslaafden vooral uit het verstrekken van methadon aan heroïneverslaafden. In de jaren zeventig van de twintigste eeuw kwamen hulpverleners tot het besef dat het gebruik van heroïne voor grote problemen zorgt bij de verslaafden. Naast de verslaving zelf, was en is er bij de gebruikers sprake van ernstige zelfverwaarlozing en problemen op tal van leefgebieden waaronder het ontbreken van medische zorg, financiële problemen en op het gebied van huisvesting (dakloos). In de Verenigde Staten werd aan heroïneverslaafden methadon voorgeschreven, een opiaat bedoeld om af te kunnen kicken van heroïne. Vanaf eind jaren 70 werd ook in Nederland methadon verstrekt. Na verloop van tijd bleek dat methadon vooral gebruikt werd als onderhoudsdosering zodat de verslaafden geen afkickverschijnselen kregen. Er ontstond een illegaal circuit waarin methadon werd doorverkocht om op die manier aan geld te kunnen komen voor heroïne.
Methadon wordt nog steeds verstrekt als onderhoudsdosering en tevens als middel om vanuit de hulpverlening contact te kunnen onderhouden met verslaafden. Als afkickmiddel is het slechts in sommige gevallen geschikt. Naast methadon werd ook heroïne voorgeschreven onder medisch toezicht aan chronische heroïneverslaafden. Wat als experimenteel onderzoek begon is nu een vast onderdeel van hulpverlening in Amsterdam, Rotterdam, Den Haag, Utrecht, Groningen, Heerlen en Arnhem. Het onderzoek bracht naar voren dat bij de meeste verslaafden die heroïne op medisch voorschrift toegediend kregen de leefomstandigheden op lichamelijk, psychisch en sociaal gebied verbeterden.

### Jaren '90 - heden
Vanaf de jaren 90 van de twintigste eeuw werd de hulp verder geprofessionaliseerd met hulp bieden bij afkicken. Deze professionalisering kwam door nieuwe inzichten en opvattingen rondom verslaving en gedrag, maar ook door inzichten en richtlijnen in de psychologie, waar de hedendaagse DSM V uit voortvloeit. Ook kwam het middel cocaïne sterk in opkomst, eerst in het zogenaamde yuppiecircuit. Al snel belandde cocaïne op 'straat'. Behandeling van cocaïneverslaafden is moeilijk. De drug heeft een sterke uitwerking op de psyche van de gebruiker en lijkt moeilijk te beïnvloeden. Het zijn vooral cocaïneverslaafden die voor problemen zorgen: criminaliteit, agressiviteit en psychische stoornissen die voor overlast zorgen.
Door de populariteit van cocaïne, maar ook andere middelen, zoals ook amfetamine (speed) werd het maatschappelijke probleem van verslaving steeds groter. Cocaïne kan erg verslavend werken, waardoor de gebruiker steeds vaker cocaïne nodig om zich 'goed te voelen'. Doordat mensen meerdere soorten drugs door elkaar gebruiken, zoals cocaïne vaak in combinatie met XTC-pillen en alcohol, werd duidelijk dat men vaker te maken kreeg met mensen met psychische stoornissen, veroorzaakt door (combinatie) gebruik. Daarnaast werd bekend dat patiënten met bijvoorbeeld een borderlinestoornis en Aandachts-Tekort-Stoornis met Hyperactiviteit (ADHD) of te maken hebben gehad met affectieve verwaarlozing in de jeugd, mishandeling en seksueel misbruik een verhoogd risico hebben om verslavingen te ontwikkelen. De complexiteit van deze problemen maakte het noodzakelijke dat verslavingszorg zich steeds meer ging specialiseren en professionaliseren.
Binnen de verslavingszorg gaat het initiatief vaak van de hulpverleners uit. Dat betekent dat hulpverleners niet meer wachten tot de verslaafde hulp zoekt, maar dat hulpverleners de straat op gaan om in contact te komen met verslaafden. Een van de doelgroepen die men probeert te bereiken zijn alcoholisten, die vaak 'stille' drinkers zijn, goed verborgen voor hun sociale omgeving maar wel te kampen hebben met grote problemen op tal van leefgebieden.
De tolerantie binnen de samenleving ten aanzien van drugsverslaafden is langzaam maar zeker afgenomen. De overlast welke junks, in het bijzonder in de grote steden, veroorzaken wordt door velen niet meer getolereerd. De verslavingszorg ondervindt dit vooral bij de weerstand die geboden wordt in wijken waar opvangcentra, hostels en gebruikersruimten zijn of gepland zijn.

### Cijfers
Hoewel Nederland de naam heeft een tolerant land te zijn ten aanzien van drugs, is het drugsprobleem minder groot dan in andere landen. Volgens onderzoek van het Trimbos-instutuut heeft in 2024 een percentage van 4,9% laatste-jaargebruikers van ecstasy en 3% cocaïnegebruikers in de leeftijdsgroep 15-64 jaar. Het cannabisgebruik ligt tussen de 10-11% van de bevolking (15-64 jaar), waarbij 1,9% (bijna) dagelijks gebruikt. In de EU, Noorwegen en Turkije meldden zich in 2022 in totaal 283.000 mensen bij de verslavingszorg, waarvan 36% voor cannabis, 25% voor opioïden, 23% voor cocaïne en 9% voor amfetamine. Bij jongvolwassenen (15-34 jaar) gebruikte 9,8% in het laatste jaar ecstasy, wat 4,5 keer hoger ligt dan het Europees gemiddelde van 2,2%. Verder wordt er gewaarschuwd voor een mogelijke opioïdencrisis. Ook verschijnen steeds vaker zeer sterke nieuwe stoffen en mengsels van drugs op de markt
Verder zijn er in Nederland ongeveer 30.000 harddrugsverslaafden (heroïne en/of cocaïne), hebben 800.000 mensen een probleem met alcoholgebruik of zijn eraan verslaafd en ongeveer 600.000 Nederlanders gebruiken chronisch slaap- en/of kalmeringsmiddelen. In 2018 roken ongeveer 3 miljoen volwassenen of 22,5% van de bevolking.
Rokers, alcoholisten en medicatiegebruikers komen nauwelijks in aanraking met de verslavingszorg. Alcoholisten doen soms zelf pogingen en medicijnverslaafden proberen soms gradueel af te bouwen, iets wat vaak onderschat wordt. Langdurig gebruik van een benzodiazepine zonder, of met een te korte afbouw, kan leiden tot langdurige afkickverschijnselen. Rokers stoppen meestal zonder directe begeleiding. Wel werden vele maatschappelijke maatregelen genomen zoals accijnsverhoging, reclameverbod en het rookverbod op het werk en in de horeca. Tussen 1990 en 2017 is het aantal rokers gedaald van 36 naar 23%.

### Aanbieders verslavingszorg
In Nederland zijn verschillende gespecialiseerde instellingen en privéklinieken actief op het gebied van verslavingszorg.
Enkele aanbieders zijn:
- Rehab Meisters (N/Z-Holland, Utrecht, Gelderland, Flevoland)
- Recovery Mental Healthcare (Abcoude, Utrecht)
- Changes GGZ (Noord-Brabant, Limburg, Zuid-Afrika)
- IrisZorg (Gelderland, deel Overijssel en Flevoland)
- De Hoop een woon en leefgemeenschap in Dordrecht
- Terwille Verslavingszorg (Groningen, Noord-Holland, Flevoland, Twente en Overijssel)
- Jellinek (Amsterdam, Utrecht, Amersfoort en het Gooi)
- Spoor 6 (provincie Utrecht)
- Antes in en rond Rotterdam en Dordrecht
- Centrum Maliebaan (provincie Utrecht)
- Novadic-Kentron (Noord-Brabant)
- RoderSana (opname Noord-Brabant, behandeling landelijk)
- Verslavingszorg Noord Nederland (Groningen, Friesland, Drenthe)
- Brijder Verslavingszorg (Noord- en Zuid-Holland, behalve Amsterdam)
- Tactus Verslavingszorg (Gelderland, Overijssel en Flevoland).
- SolutionS Verslavingszorg (8 behandellocaties in Nederland en afkickkliniek in Voorthuizen).
- GGZ Interventie (Noord-Holland, Flevoland, Noord-Brabant, Utrecht en Friesland)
- IGHD Verslavingszorg (Rotterdam)
- Castle Craig Nederland (Amsterdam, Rotterdam, Den Haag, Zeist)

## België

### Huidige aanpak
Personen met een problematisch middelengebruik dan wel een verslaving, kunnen in het welzijnsveld terecht voor een uiteenlopende waaier aan zorg en hulpverlening.

#### Preventie

##### Middelenpreventie
Met preventie probeert men het problematisch middelengebruik te voorkomen en de gezondheid en het welzijn te bevorderen. Dit gebeurt door voorlichting in het onderwijs, in bedrijven, voorzieningen en instellingen.

##### Kenmerken van middelenpreventie
Goede preventie heeft volgens de VAD (Vereniging voor Alcohol - en andere Drugproblemen) de volgende kenmerken:
- Aandacht voor mens, middel en milieu (de 3 M's)
- Houdt rekening met de sociologische kenmerken van gebruikers
- Versterken van de beschermende factoren en het terugdringen van de risicofactoren,
- Bereiken en aanspreken van middelengebruikers.
- werkt op langere termen en zorgt voor continuïteit,
- Betrekken van ervaringsdeskundigen bij opzet, uitvoering en evaluatie van het preventieprogramma,
- Niet slechts geven van informatie

In de voorlichting kan aandacht besteed worden aan het beschikbare gamma van drugs (stoffen, beschikbaarheid), de uitwerking op het metabolisme, de herkenning van het gebruik, de effecten op de omgeving, de omgang hiermee en de sociale contextualisering van het gebruik, en hoe wanneer het best ingegrepen wordt.

##### Wenselijke (middelen)preventie
De aanpak van problematisch middelengebruik overstijgt de gespecialiseerde hulpverlening.
Wenselijke preventie (Prof. Nicole Vettenburg) bij middelengebruik is
- Radicaal: zo dicht mogelijk bij de wortels:

Wil je het middelenmisbruik aanpakken, en stelt het probleemgedrag zich in het Lager of Secundair Onderwijs (een aantal kinderen in LO/SO komen in problemen door middelgebruik), dan zijn die wortels bijvoorbeeld de vriendenkring. Een radicale aanpak zal dus proberen die vriendenkring te bereiken (via organisaties of plekken waar vrienden elkaar ontmoeten, zoals jeugdverenigingen, jeugdhuizen, speelpleinen, ... via actoren die op hen impact hebben).
- Offensief: dialoog in de taal van de verslaafde:

Een defensieve campagne betekent dat we ervan uitgaan dat de doelgroep niet sterk genoeg is om juiste keuzes te maken (de klassieke foldercampagne). Een offensieve campagne houdt in dat de sociale weerbaarheid van de jongeren wordt verbeterd.
- Integraal: persoonsgericht én contextgericht:

Integraliteit betekent dat preventie persoonsgericht (aan het nadenken zetten van de persoon) én contextgericht (aan de structuur sleutelen, een kinderrechterkoffer maken, jaarlijks overleg met een aantal diensten) gebeurt.
- Participatief: van begin tot einde betrokkenheid middelengebruiker:

Preventie kan in deze visie maar slagen wanneer de middelengebruiker zelf de kans krijgt om te zeggen welk probleem er is en hoe het kan geneutraliseerd worden (en dat kan hij, zie puntje offensiviteit).
Onrechtstreekse inbreng komt van de omgeving (ouders, de school, consulenten, zo mogelijk politie & justitie).
- Demografisch: ook moeilijk bereikbare subgroepen bereiken:

Analyse van de moeilijkst bereikbare doelgroep valt meestal in het water onder druk van beperkte menskracht, financiële middelen en tijd.

#### Vroeginterventie
Bij vroeginterventie is er sprake van een ruime waaier aan personen en diensten die de eerste signalen opvangen. Dat kan de naaste omgeving zijn, maar ook nulde - en eerstelijnsdiensten (zelfhulpgroepen, vrijwilligerswerkers ... en Centra voor Algemeen Welzijnswerk, OCMW's, spoedgevallendiensten ...).

#### Hulpverlening

##### De hulpvraag
De hulpvraag varieert naargelang:
- de ernst van het middelengebruik
- de vastgestelde symptomen die het niveau van het functioneren beïnvloeden
- de verliezen op somatisch en psychosociaal vlak
- de mate van vrijwilligheid
- het gebruikte product
- het beoogde behandelingsdoel

Sommige gebruikers willen enkel een ontgifting, anderen een stabilisering van hinderlijke symptomen, een substitutiebehandeling (een vervangend middel), of anders nog medische verzorging, onderdak of praktische hulp.
Anderen kiezen de moeilijker weg en wensen hun leven grondig te heroriënteren, stellen zich open voor therapie.

##### Organisatie van de hulpverlening
Naast de gespecialiseerde of categoriale drughulpverlening spelen ook mantelzorg, zelfhulp en eerstelijnsvoorzieningen een belangrijke rol in de opvang en begeleiding van personen met een problematisch middelengebruik. Wie kiest voor een therapeutisch aanbod kan opteren voor hulpverlening van laagdrempelig, ambulant tot langdurig en residentieel.
Motivationele gespreksvoering (Miller en Rollnick, 2005) vormt een belangrijk onderdeel van iedere begeleiding. Terugvalpreventie is eveneens een belangrijk aandachtspunt. Via tussenkomst op basis van gedrag probeert de hulpverlener de gebruiksgewoonte te doorbreken (Prochaska en DiClemente, 1983). Recent wordt ook contingency management (een vorm van token economy) gebruikt in de verslavingszorg.
Het is essentieel dat de omgeving betrokken wordt in het behandelingsproces. Daarvoor is er flexibiliteit nodig, zowel door de omgeving als door de hulpverlener. Ouders, echtgenoten, kinderen ... worden opgevangen, hebben in sommige gevallen een eigen begeleiding.

##### Mantelzorg en zelfhulp
Alle hulpverlening buiten het professionele circuit, binnen het sociaal netwerk en door familie & vrienden, wordt mantelzorg genoemd.
Zelfhulp kan eveneens een belangrijke ondersteuning bieden door de mogelijkheid ervaringen uit te wisselen met ervaringsdeskundigen, crisisinterventie en wekelijkse groepsbijeenkomsten met lotgenoten. Een bijzondere vorm van zelfhulp is het twaalfstappenprogramma. Ook zijn er zelfhulpboeken en zelfhulptrainingen van een halve dag, vooral op het gebied van roken, die wetenschappelijk bewezen zijn, zoals de methode van Allen Carr, Stoppen met roken.

##### Straathoekwerk
Straathoekwerk, als werkvorm gestart in het midden van de jaren tachtig, poogt actief in contact te komen met groepen die niet of onvoldoende in contact staan met de traditionele hulpverlening. Het druggericht straathoekwerk zoekt de gebruikers in hun eigen milieu op (op straat, in het café, thuis ...), die anders niet zo snel de (nodige) stappen niet zouden zetten.
Een vertrouwensrelatie opbouwen, motiverend werken om de gebruikers zelf iets aan hun situatie te laten doen en intensieve ondersteuning voor het opzetten van een sociaal netwerk (door doorverwijzing en opvolging) zijn de belangrijkste pijlers van straathoekwerk.

##### Eerstelijnszorg
De eerstelijnszorg is de eerste, laagdrempelige, niet-gespecialiseerde stap in de georganiseerde hulpverlening. Doordat de eerste lijnszorg het dichtst bij de problematiek staat, is ze goed geplaatst om het middelengebruik te detecteren, in te schatten en door te verwijzen wanneer verdere hulpverlening nodig zou zijn. Ook nazorg (bij terugkeer uit begeleiding) wordt op dit niveau uitgevoerd.
Op de eerste lijn bevinden zich onder meer de huisarts, het (polyvalente) Centrum Algemeen Welzijnswerk (CAW), de Dienst voor Thuisverpleging, het Jongeren Adviescentrum (JAC) en het Openbaar Centrum voor Maatschappelijk Welzijn (OCMW).

##### Ambulante drughulpverlening
Ambulante opvang kan bij het Medisch-Sociaal Opvangcentrum (MSOC), de ambulante drugszorg/Dagcentrum, Dagkliniek/dagbehandeling, CrisisCare Trubendorffer of Centrum voor Geestelijke Gezondheidszorg en Weissman.nu

##### Residentiële drughulpverlening
Voor residentiële drughulpverlening kan men terecht in de Thuislozenwerking, een Crisisinterventiecentrum (CIC), ontwenningsafdeling van een Psychiatrisch Ziekenhuis/ Ontwenningskliniek, psychiatrische afdeling van een algemeen ziekenhuis (PAAZ), een Kortdurend Therapeutisch Programma (KTP) voor druggebruikers, een Therapeutische Gemeenschap (TG) of Beschut Wonen.

#### Nazorg
Zelfs wanneer het druggebruik schijnbaar weggeëbd is, kan het zijn dat de voedingsbodem, bijvoorbeeld de sociale problematiek, nog steeds aanwezig is. Daarom blijft discrete nazorg belangrijk voor een geslaagde herintegratie.